# Solanum occultum
Solanum occultum är en potatisväxtart som beskrevs av Lynn Bohs. Solanum occultum ingår i släktet skattor som ingår i familjen potatisväxter. Inga underarter finns listade i Catalogue of Life.